# Carolowilhelmina geognostica
Carolowilhelmina es un género de pez placodermo artródiro conocido por una sola especie (Carolowilhelmina geognostica). Data del periodo Eifeliense del Devónico. Fue descubierto en Monforte de Moyuela (Aragón, España) y actualmente el fósil holotipo se encuentra en el Museo de Ciencias Naturales de la Universidad de Zaragoza.

## Descripción
Carolowilhelmina tenía un cráneo alargado comparable al de los géneros Rolfosteus y Oxyosteus. El cráneo media alrededor de 40 centímetros y la función que desempeñaban los tubos nasales es incierta aunque pudo ser por hidrodinámica. Se cree que pudo llegar a medir 2 metros por lo que pudo ser depredado por otros placodermos más grandes como Dunkleosteus.